# Salos
Salos è una città del distretto di Rokiškis della contea di Panevėžys, nel nord-est della Lituania. Secondo un censimento del 2011, la popolazione ammonta a 152 abitanti. L’insediamento è situato su un’isola.
A Salos ha sede la chiesa della Santa Croce, eretta nel 1888 e un maniero vicino appartenente ai Radziwiłł. C'è una biblioteca (fondata nel 1951), un ufficio postale (LT-42028) e un centro culturale.

## Storia
L'insediamento è menzionato per la prima volta in fonti storiche nel 1450. L’area è variamente passata in mano alle diverse signorie del luogo, soprattutto Kęsgailos e Radziwiłł.
Nel 1923, è stata istituita la prima scuola materna per ragazze in Lituania. Il 1 luglio 1941 il governo nazista insediatosi nel Paese durante la seconda guerra mondiale, ordinò l’uccisione dei simpatizzanti comunisti e delle comunità ebraiche. Komsomol ed ebrei delle isole. Nel 1965, vi sono stati vari scontri tra Fratelli della foresta e Armata rossa, espandersi fino al villaggio di Gučiūnai.
All'epoca della RSS Lituana furono costituite fattorie collettive presso le coste.
Dal 2004, si organizzano annualmente eventi, conferenze e manifestazioni culturali tenute dall’Università di Vilnius sono organizzati nel maniero di Salos.

## Galleria d’immagini

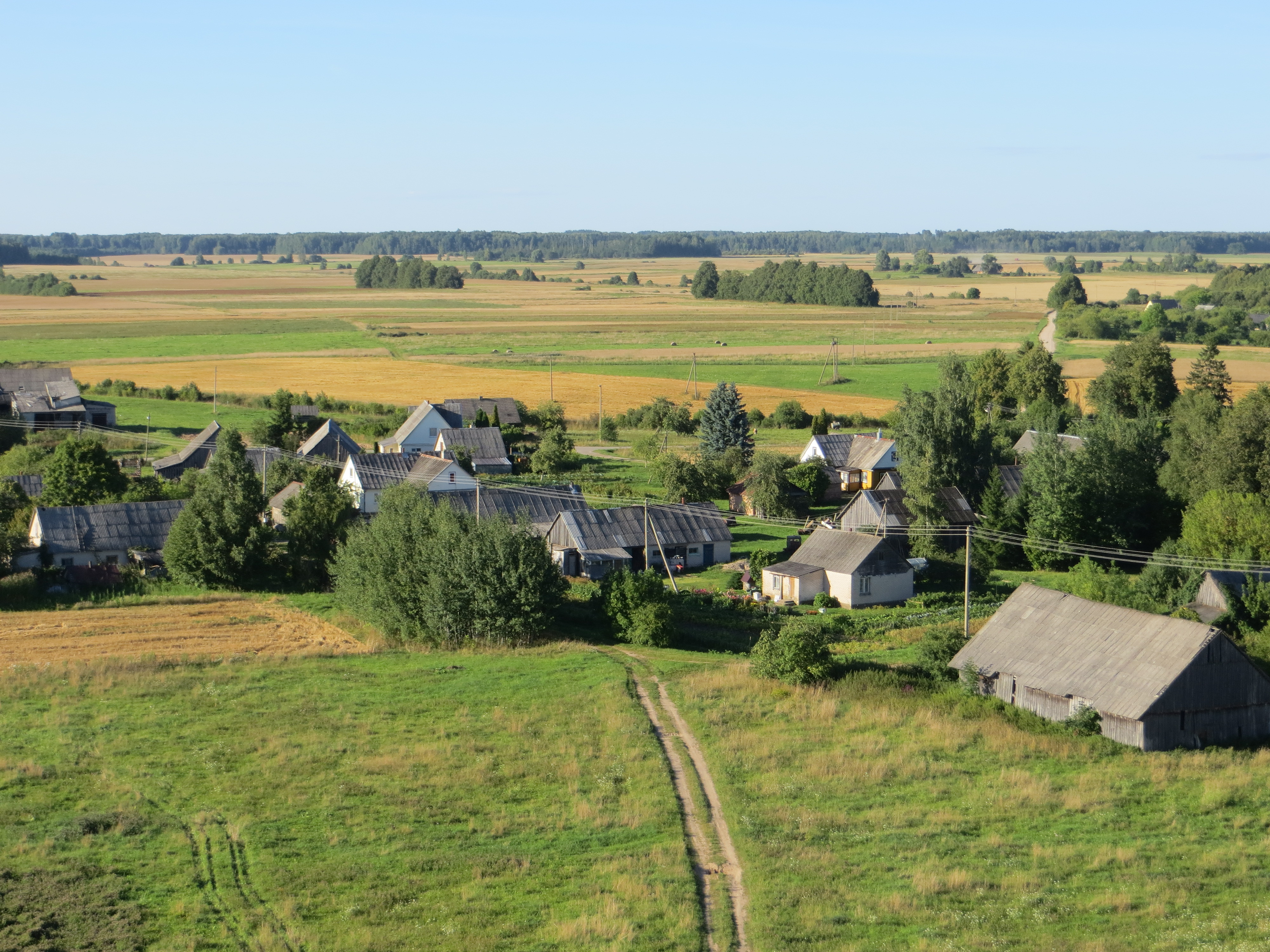
Parte dell’insediamento visto dall’alto
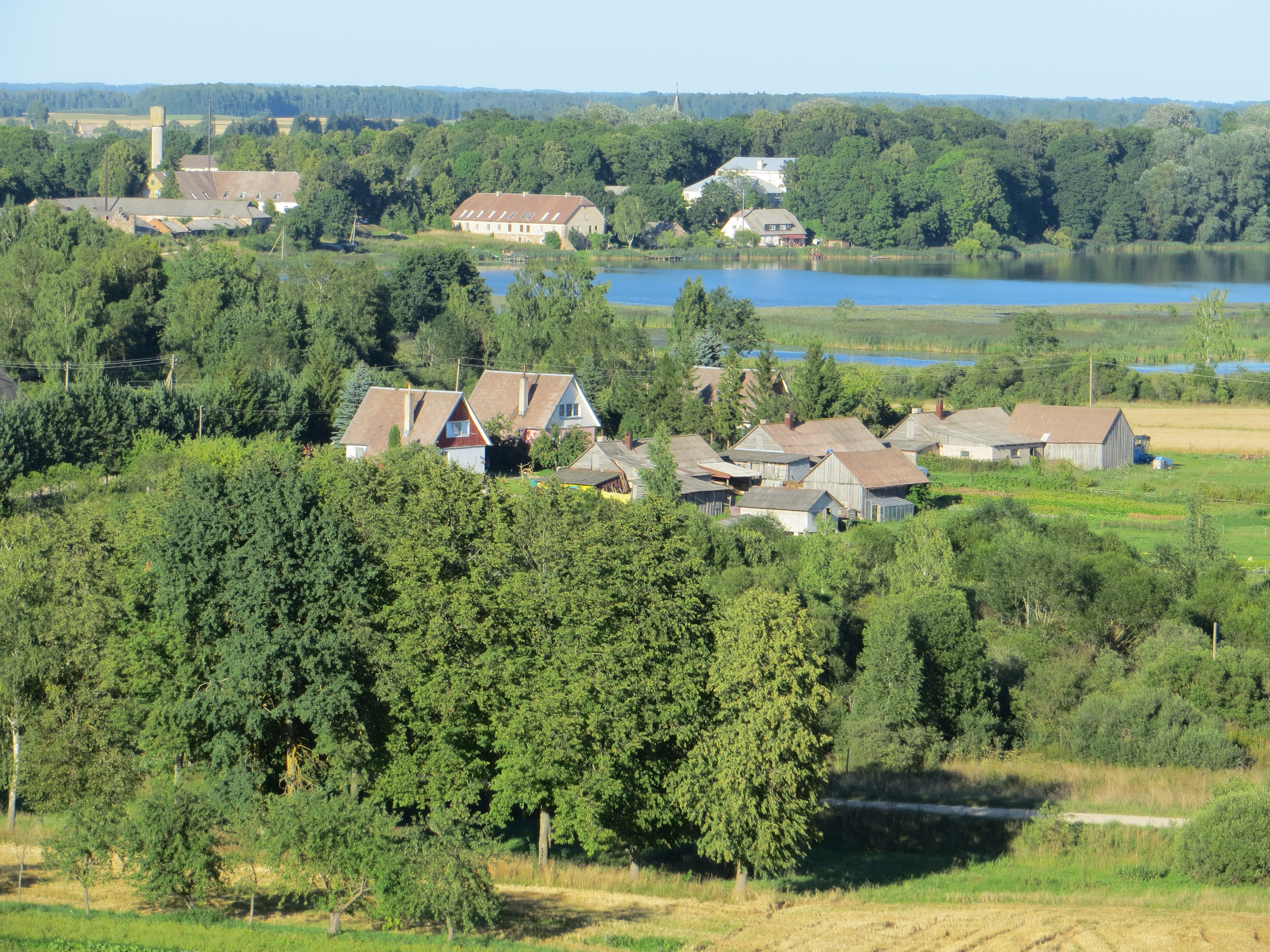
Il corso d’acqua presso Salos
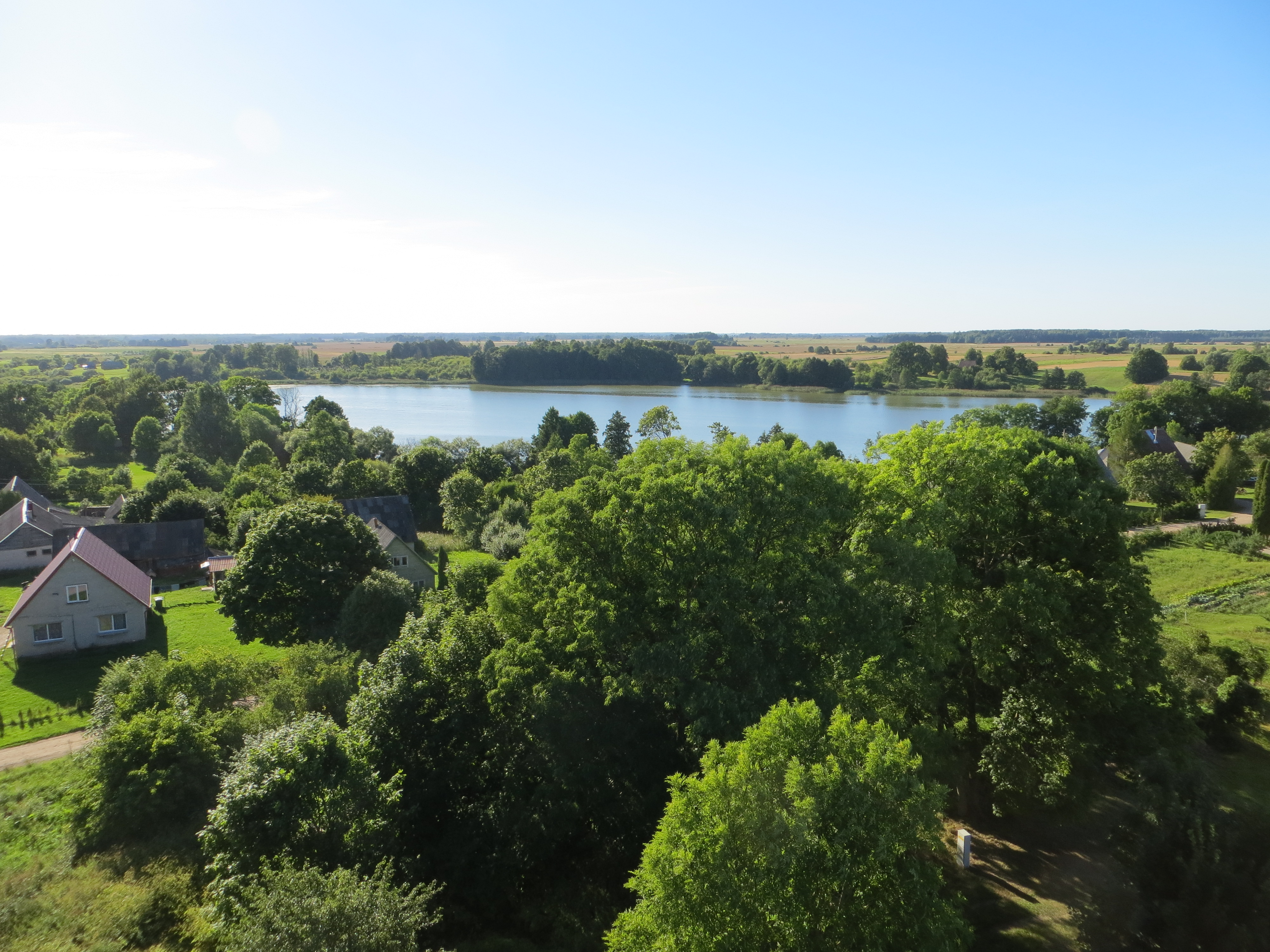
Altra prospettiva dello specchio d’acqua
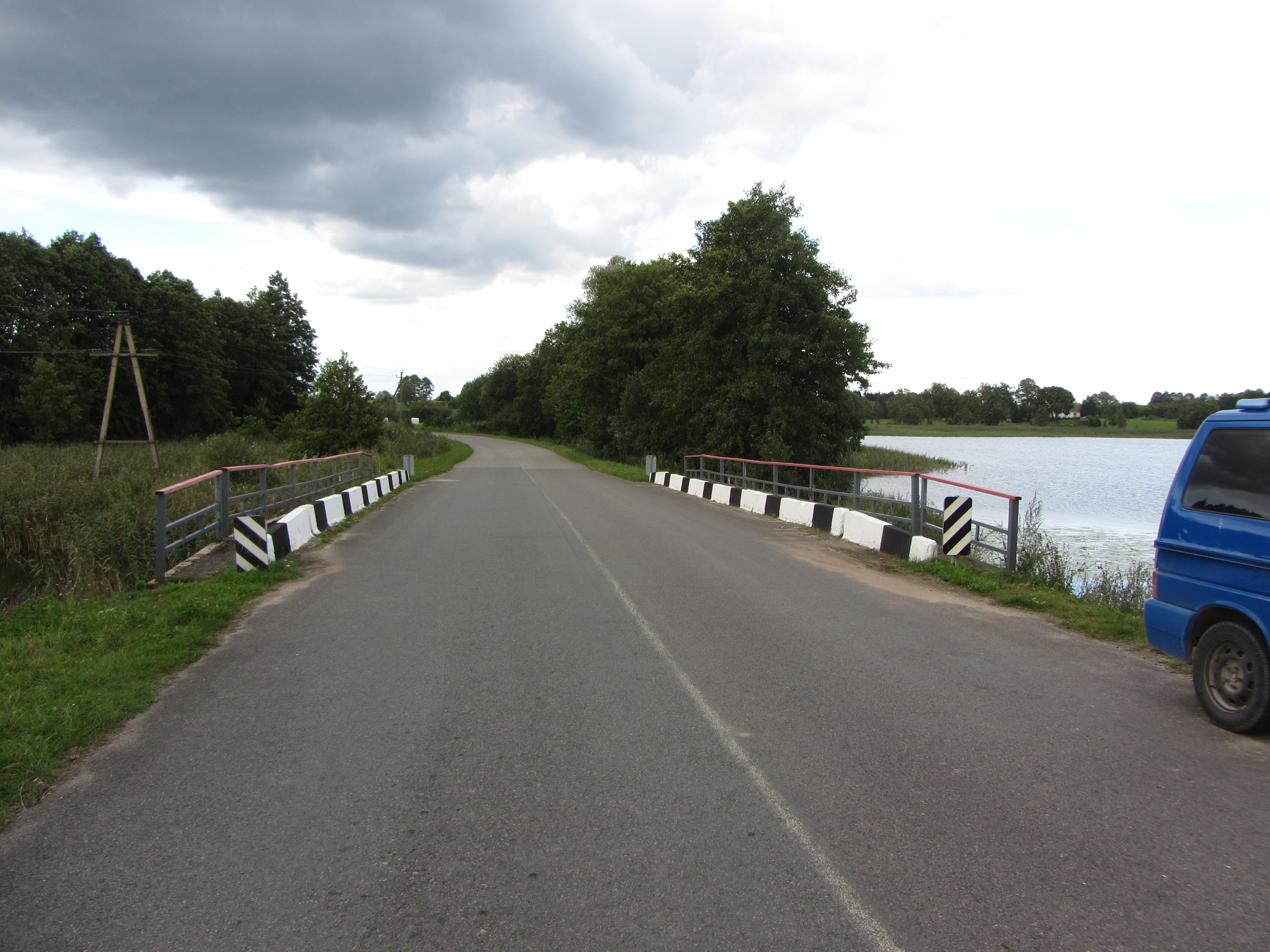
Strada che collega la terraferma all’isola
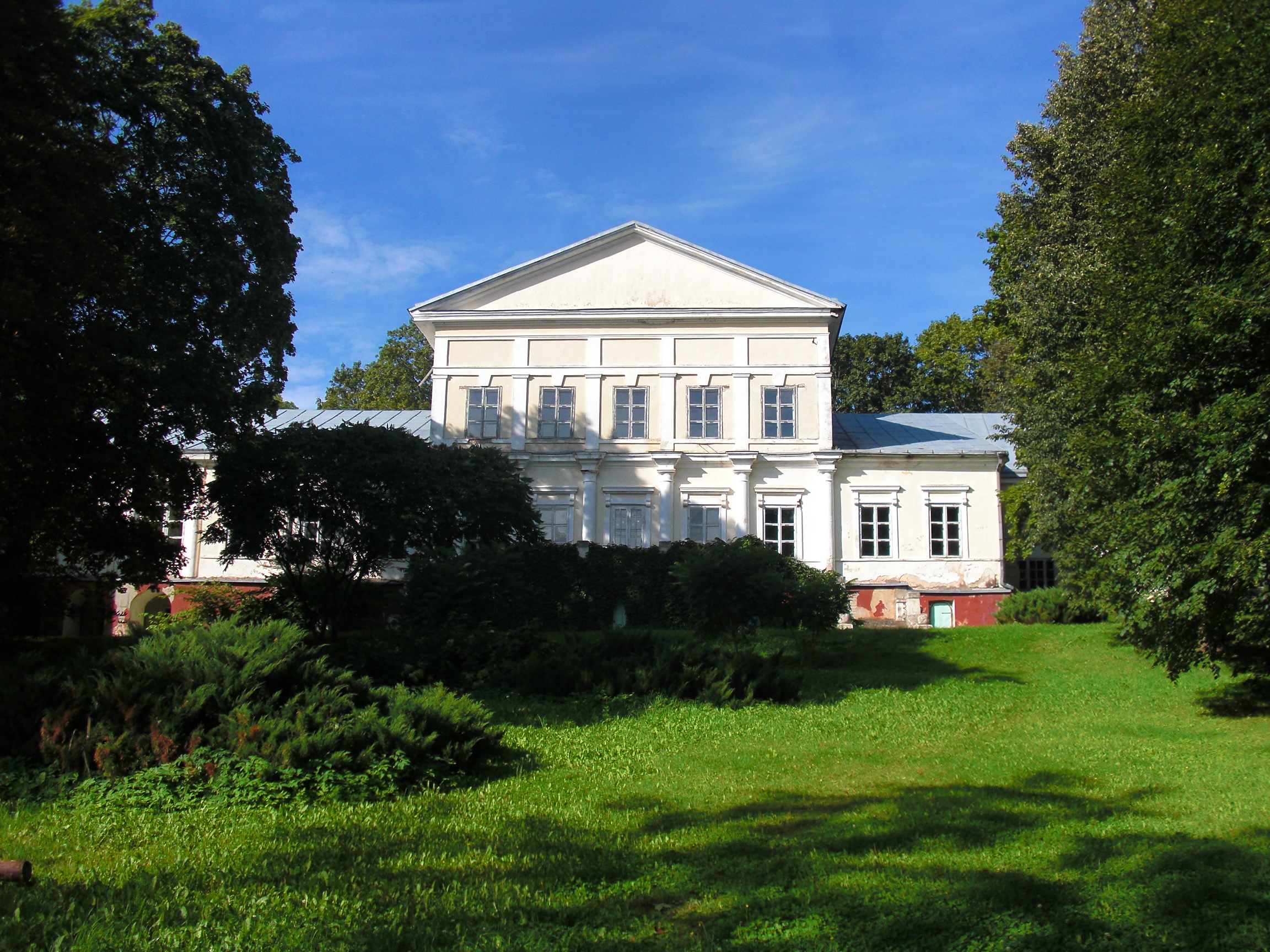
Maniero cittadino